# Sommet du G20 de 2006
En 2006, la réunion des ministres des finances et gouverneurs des banques centrales du G20 parfois abrégée en sommet du G20 2006 s'est tenue à Melbourne, en Australie les 18 et 19 novembre 2006. Ce sommet devait notamment examiner les questions suivantes : « les perspectives de l'économie mondiale ; l'évolution des marchés des matières premières et les moyens d'améliorer leur efficacité ; l'impact des changements démographiques sur les marchés financiers mondiaux et la poursuite de la réforme du Fonds monétaire international et de la Banque mondiale. »

## Lieu

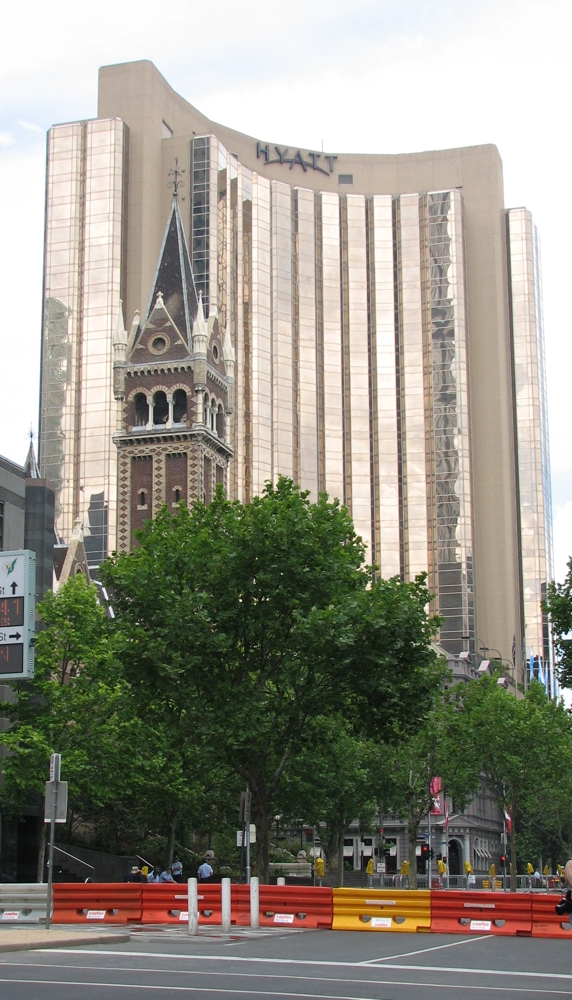
Barrage policier près de l'hôtel Grand Hyatt.

L'hôtel Grand Hyatt de Melbourne a accueilli la plupart des réunions et a hébergé la plupart des participants. 

## Mesures de sécurité
Les mesures de sécurité ont été très omniprésentes pendant toute la durée du sommet. À partir du 14 novembre minuit, le stationnement a été interdit dans tout l'est du centre-ville, dans la zone de l'hôtel.
Les forces policières de l'état de Victoria ont fait part de leurs préoccupations pour ces mesures de sécurité et risquer d'être submergé en raison d'un grand nombre d'événements à Melbourne ce week-end. Outre le sommet du G20, il y avait un concert de U2 au Telstra Dome et un concert « Abolissons la pauvreté » au Sidney Myer Music Bowl. La police a également mis en garde contre un risque de voir les manifestants tenter d'occuper les bâtiments du centre-ville, et ils ont recommandé aux « sociétés de prendre des mesures de sécurité supplémentaires.» 

## Réunion du G20
Dans un premier temps, un groupe de dirigeants haut placés est venu rencontrer les ministres des finances et les magnats des grandes banques. Une nouvelle organisation, the Energy and Minerals Business Council, formée de BHP Billiton, Rio Tinto et des plus importantes sociétés d'exploitations minières et pétrolières se sont réunies dans le même hôtel pour pouvoir faire du lobbying sur les délégués du G20 pendant le déjeuner d'affaires,. 
Dans leur communiqué final, les ministres des finances ont appelé à la libéralisation des marchés du pétrole et des autres formes d'énergie, et ont averti que la politique économique devrait être modifiée pour réduire les grandes déficits et l'« argent facile ». « Nous devons profiter de notre pouvoir actuel sur l'économie mondiale pour redresser les paramètres économiques. »
Les ministres ont rejeté le calendrier proposé par l'Australie pour la réforme du Fonds monétaire international et de la Banque mondiale, mais ils ont réaffirmé leur volonté de réforme. 
Le changement climatique ne figurait pas à l'ordre du jour officiel, mais une forte pression du ministre des finances britannique, Stephen Timms, obligea à discuter du réchauffement de la planète et du rapport Stern sur l'économie des changements climatiques dans le cadre du contexte de la promotion de la libéralisation des marchés comme voie de sécurité énergétique. Le communiqué du G20 déclara : « Nous avons examiné les liens entre l'énergie et la politique sur les changements climatiques, notamment le rôle des mécanismes fondés sur les marchés, et il est convenu que le G-20 poursuive l'étude de cette question. »
L'aide au développement a également été abordée lors d'une brève discussion malgré les appels à augmenter l'aide au développement par Oxfam international et d'autres organisations non gouvernementales.

## Membres participants

Les membres du G20.

Liste des pays du G20 (classement anglophone):
1.  Argentine
2.  Australie
3.  Brésil
4.  Canada
5.  Chine
6.  Union européenne, comprenant
7.  France
8.  Allemagne
9.  Italie
10.  Royaume-Uni
11.  Inde
12.  Indonésie
13.  Japon
14.  Mexique
15.  Russie
16.  Arabie saoudite
17.  Afrique du Sud
18.  Corée du Sud
19.  Turquie
20.  États-Unis